# Alseodaphne birmanica
Alseodaphne birmanica är en lagerväxtart som beskrevs av Kostermans. Alseodaphne birmanica ingår i släktet Alseodaphne och familjen lagerväxter. Inga underarter finns listade i Catalogue of Life.